# US Matoury
El US Matoury es un equipo de la Guayana Francesa que milita en la Campeonato Nacional de la Guayana Francesa fundado en 1957 y es de la ciudad de Matoury.

## Palmarés
- Campeonato Nacional de la Guayana Francesa: 5

2003, 2006, 2011, 2012, 2014
- Copa de la Guayana Francesa: 3

2005, 2011, 2012
- Coupe des Guyanes de football: 1

2011
- Copa UNAF: 1

2006

## En la estructura de la Federación de Francia
- Copa de Francia: 5 apariciones

1998/99, 2001/02, 2003/04, 2005/06, 2011/12